# إبريزا المعوشي
إبريزا بدري فارس المَعُوشي (1939 - 7 يناير 2022) روائية وصحفية لبنانية. ولدت في مجدل معوش بقضاء الشوف. درست اللغة العربية وآدابها. وكتبت مقالات في شتى المواضيع في الصحف اللبنانية. عملت معدة ومقدمة لبرامج أدبية واجتماعية. أصدرت روايات عديدة، منها «هل أغفر له» (1962) و«الثلج الأسود» (1980) .«شمسة لا تغيب» (1995) «ويبقى السؤال» (1988). توفيت عن 83 عامًا.

## سيرتها
ولدت إبريزا بدري فارس المعوشي سنة 1939 في مجدل معوش بقضاء الشوف بمحافظة جبل لبنان. نالت الإجازة في اللغة العربية وآدابها سنة 1966، وبعدها دخلت الصحافة فكتبت في «الجريدة » و«العمل» و «نداء الوطن» و«العصر» و«البيرق» و«الأسبوع العربي» و«الحسناء» و«النهار». عملت في تلفزيون لبنان والإذاعة اللبنانية وإذاعة صوت لبنان معدة ومقدمة لبرامج أدبية واجتماعية.

برزت منذ أوائل ستينيات، وحتى مطالع تسعينيات القرن العشرين بوصفها أديبة وصحفية. و تميزت باسلوبها الأدبي «الجميل الذي حاكى جمالها، والانيق الذي ماثل اناقتها، والمرهف الذي شابه رهافة حسها.» انتمت إلى نقابة الصحافة اللبنانية، واتحاد الكتاب اللبنانيين. في 15 نوفمبر 2000 تسلمت جائزة المونسنيور اغناطيوس مارون السنوية الأدبية.
توفيت إبريزا المعوشي يوم 7 يناير 2022 وقد نعتها نقابتا الصحافة والمحررين.

## مؤلفاتها
من رواياتها:
- هل أغفر له، دار الثقافة للنشر، بيروت، 1962
- أنا من الشرق، قصة طويلة، دار لبنان، بيروت، 1966
- لبنان .. جبين لا ينحني، مقالات ومحاضرات، 1978
- الثلج الأسود، شركة الطبع اللبنانية، بيروت، 1980
- ويبقى السؤال، دار صادر، بيروت، 1988
- شمسة لا تغيب، دار الجيل، بيروت، 1995
- لك المجد وحبي، 2000